# Paracyclops aioiensis
Paracyclops aioiensis – gatunek widłonoga z rodziny Cyclopidae. Nazwa naukowa tego gatunku skorupiaków została opublikowana w 1957 roku przez japońskiego biologa Takashiego Ito.